# Hans Oliva-Hagen
Hans Hagen, né le 14 avril 1922 à Berlin et mort en 1992, est un scénariste, journaliste et écrivain d'Allemagne de l'Est (RDA). Il a écrit sous les pseudonymes Hans Oliva et John Ryder. La chanteuse Nina Hagen est sa fille.

## Biographie
Né dans le quartier berlinois de Nikolassee, Hans Hagen est le fils de l'économiste Hermann Hagen. En 1937, il va combattre les franquistes en Espagne en s'engageant dans les Brigades internationales. Puis il se rend en France, à Marseille. En 1940, il est de nouveau à Berlin où il s'engage contre les nazis.
Le père de Hans Hagen est déporté, parce qu'il est juif. Le 29 mai 1942, il meurt au camp de concentration de Sachsenhausen.
À partir de 1952, Hans Hagen gagne sa vie comme journaliste et écrivain. Le 4 mai 1952, il épouse l'actrice Eva-Maria Bucholz à Berlin-Prenzlauer Berg. Le 11 mars 1955 nait Catharina, leur fille, la future chanteuse Nina Hagen.

## Filmographie
- 1955 : Das Stacheltier-Das Haushaltswunder
- 1957 : La Forêt d'argent (Der Wilderer vom Silberwald) d'Otto Meyer (de)
- 1958 : Im Sonderauftrag (scénario avec Heinz Thiel)
- 1961 : Gewissen in Aufruhr, Roman-TV en 5 épisodes, scénario Günter Reisch et Hans-Joachim Kasprzik)
- 1962 : Die letzte Chance (scénario)
- 1963 : Carbure et oseille (Karbid und Sauerampfer) (scénario avec Frank Beyer)
- 1963 : Drei Kriege. 1. Tauroggen, DDR-Fernsehfilm (scénario avec Roland Gräf et Norbert Büchner)
- 1963 : Der andere neben dir (scénario Ulrich Thein et Hartwig Strobel)
- 1964 : Drei Kriege. 2. Hinter den Fronten, DDR-Fernsehfilm (scénario avec Roland Gräf et Norbert Büchner)
- 1965 : Drei Kriege. 3. In Berlin, DDR-Fernsehfilm (scénario avec  Roland Gräf et Norbert Büchner)
- 1966 : Trick 17b, DDR-Fernsehfilm.

## Œuvre écrite
- Asphalt, Tempo, Silberpfeile, 1953, avec Erich Rackwitz), Berlin, Verlag Neues Leben
- Auf die Plätze - fertig - los!, Berlin, 1954, Verlag Neues Leben
- Die Sowjetunion von A-Z, 1957, (avec Erich Rackwitz)
- Bei unseren Soldaten. Aus dem Leben der Nationalen Volksarmee (avec J. C. Schwarz), Berlin, 1958 Verlag des Ministeriums für Nationale Verteidigung

## Récompenses
- 1961 : Prix national de la République démocratique allemande